# Arma improvisada

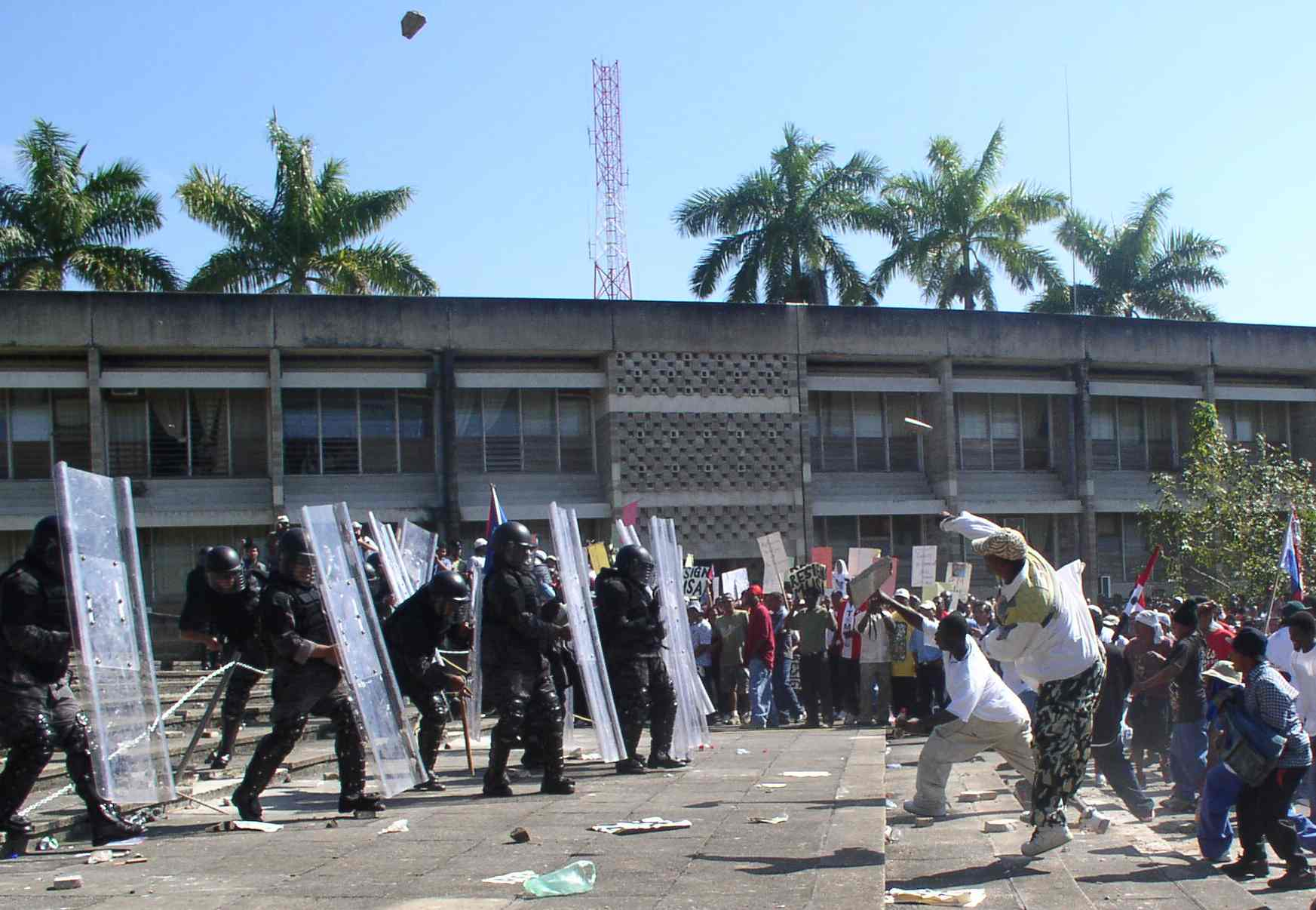
Arremesso de pedras no distúrbios de Belize em 2005.

Uma arma improvisada é um objeto que não foi desenhado para se usar como arma, mas pode usar para esse uso. Geralmente usam-se para defesa própria ou quando a pessoa está desarmada. Em alguns casos, os atacantes usam comumente armas improvisadas em revoltas, brigas de rua, assaltos, assassinatos ou durante em protestos e distúrbios, geralmente quando as armas convencionais como as armas de fogo não estão disponíveis ou são inapropiadas.
As armas improvisadas são objetos comuns de todos os dias que se podem usar numa variedade de aplicativos defensivos. Estes objetos não se alteram fisicamente de jeito nenhum, num esforço pelos fazer mais funcionais como armas. Geralmente utilizam-se em seu estado normal. 

## Exemplos

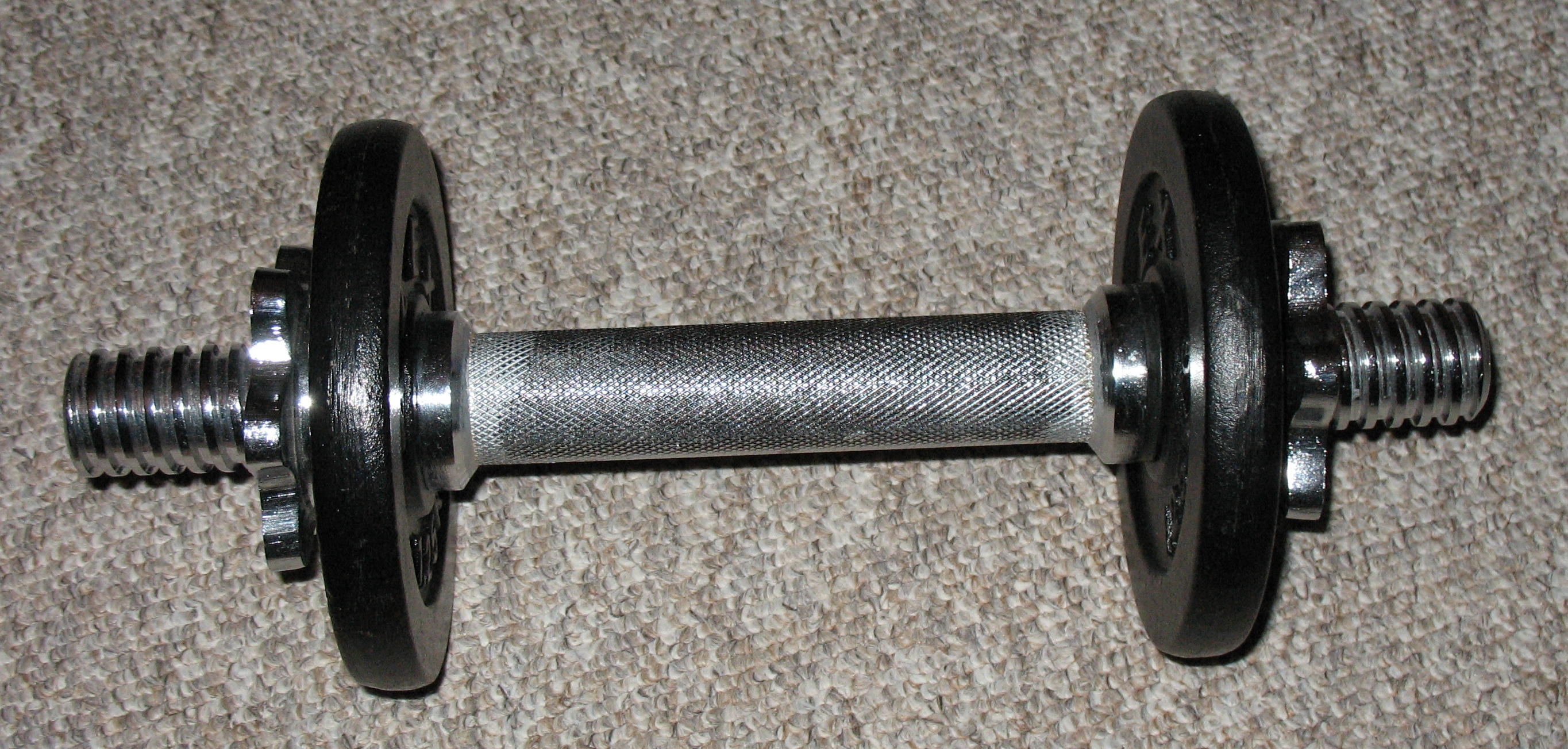
Uma haltere ajustável com spinlock.

Além de itens projetados como armas, qualquer objeto que possa ser usado para causar danos corporais pode ser considerado uma arma improvisada. Exemplos de itens que foram usados como armas improvisadas incluem:
- Equipamentos esportivos, como tacos de beisebol, tacos de golfe, tacos de críquete,  tacos de sinuca, raquetes e halteres. [2][3][4][5]
- Objetos de vidro, como copos e garrafas de cerveja. [6]
- Ferramentas como marretas, alicates, limas, martelos, chaves inglesas, chaves de parafusos, chaves de pneu, pás, extintores, grifos e pé-de-cabra. [7][8][9]
- Materiais de construção, como madeiras para construção, tubos, cimento, pregos e tijolos. [10][11]
- Materiais naturais como galhos de árvores e rochas. [12]
- Veículos, incluindo aluguel de veículos, aeronaves leves, como um Piper PA-28, e aviões, como o Boeing 767. [13]

## Armas improvisadas nas artes marciais

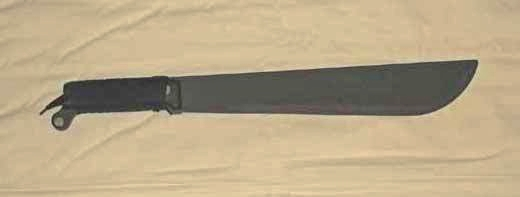
Machete moderno feito em uma fábrica, equipamento das Forças Armadas dos EUA.

Ao longo da história, ferramentas comuns foram usadas com tanta frequência como armas de autodefesa que muitas evoluíram especificamente para armas ou foram adaptadas para o propósito secundário de autodefesa, geralmente com modificações em seu design. Exemplos bem conhecidos incluem o shillelagh irlandês, o bō e o hanbō japoneses, que eram originalmente usados como bengalas, e a pá do monge budista, uma pá de monge usada para enterrar cadáveres que geralmente tinha bordas afiadas para facilitar a defesa contra banditismos.
Muitas artes marciais empregam o uso de objetos comuns como armas. As artes marciais filipinas, como a Eskrima, incluem práticas com manchetes, cajados, lança de bambu e facas, como resultado da colonização espanhola de 333 anos que ocorreu nas Filipinas, que proibiu a posse e o uso de espadas padrão e armas afiadas. As artes marciais chinesas e algumas artes marciais coreanas geralmente apresentam o uso de armas improvisadas, como leques, martelos e bastões. Existem até algumas artes marciais históricas europeias que dependem de armas improvisadas, como o bastão de luta britânico e o bastão de luta irlandês.
Após as Guerras Camponesas Alemãs de 1524-1525, um livro de esgrima editado por Paulus Hector Mair em 1542 descreveu técnicas de esgrima usando uma foice. 

## Questões legais
Devido ao uso de objetos comuns como armas em crimes violentos, muitos países têm leis que impedem o uso de algumas ferramentas e outros objetos que não sejam armas para causar danos. Uma pessoa pode ser parada ou até mesmo presa por um policial ou segurança por portar um objeto potencialmente perigoso em uma situação em que não há uso razoável para ele. Por exemplo, embora seja legal e perfeitamente compreensível que alguém possua uma faca de cozinha ou um martelo e os guarde para uso em casa, pode ser considerado suspeito que alguém carregue uma faca de cozinha ou um martelo escondido consigo ou à vista de todos enquanto caminha por uma rua da cidade.
Há lugares que proíbem a entrada de pessoas com objetos que possam ser usados como armas. A maioria das escolas públicas da América do Norte não permite que os seus alunos tragam canivetes, facas de manteiga ou carteiras, por vezes com políticas severas de tolerância zero. Os aeroportos geralmente proíbem o transporte de objetos que possam ser usados como armas, como bagagem de mão ou em uma mala de mão na cabine da aeronave, incluindo também instrumentos como cortadores de unhas e pulseiras com pontas. 

## Armas improvisadas
Uma arma improvisada é um objeto cotidiano que foi fisicamente alterado para aumentar seu potencial como arma. Também pode ser usado para se referir a classes comuns de armas, como armas de fogo (caseiras), facas e bombas feitas de itens comumente disponíveis.
Exemplos de armas improvisadas incluem:
- Lança
- Tijolo Millwall
- Coquetel molotov
- Bomba caseira
- Arco e flecha
- Estilingue
- Armas de fogo improvisadas
- Mangual improvisado
- Bomba de fedor
- Bomba de fumaça
- Bastão policial
- Dinamite

O coquetel molotov improvisado foi usado com grande sucesso pelas forças finlandesas, em número muito menor, na Guerra de Inverno contra a União Soviética. A mistura inflamável de petróleo, muitas vezes engrossada com sabão ou alcatrão, era tão eficaz contra os tanques soviéticos que os finlandeses começaram a produzir em massa coquetéis molotov e distribuí-los às suas tropas. Embora o primeiro uso documentado de tais dispositivos incendiários improvisados tenha sido na Guerra Civil Espanhola, seu uso na Guerra de Inverno foi muito mais prevalente e, naquela época, eles receberam o nome em homenagem ao Ministério das Relações Exteriores soviéticas de Viatcheslav Molotov.